# En halvdansk
En halvdansk är ett musikalbum av Hasse Andersson, släppt 1989. Spår 6 till 11 är svenska översättningar på låtar av den danska artisten John Mogensen.

## Låtlista
1. När regnet föll
2. I november
3. Slåtter hos Nils Mats
4. Bjäreland
5. Spänn din båge
6. Så länge jag lever (Så længe jeg lever)
7. Klondyke (Kom kom til Klondyke)
8. Nina kära Nina (Nina, kære Nina)
9. Du bönar och ber (Du si'r jeg ska' gi' dig en chance)
10. Ursula
11. Den gamla fiolen (Den gamle violin)